# استفان بانز
استفان بانز (انگلیسی: Stéphane Bonnes؛ زادهٔ ۲۶ فوریهٔ ۱۹۷۸) بازیکن فوتبال اهل فرانسه است.
از باشگاه‌هایی که در آن بازی کرده‌است می‌توان به باشگاه فوتبال پاتریک تیسل و باشگاه فوتبال سلتیک اشاره کرد.